# Petar Ušković Croata
Petar Ušković Croata (Đakovo, 24. rujna 1992.) hrvatski je klasični filolog, prevoditelj i pjesnik.  

## Životopis
Djetinjstvo i školske dane provodi u Đakovu i Gorjanima. Srednjoškolsko obrazovaje pohađa na Nadbiskupskoj klasičnoj gimnaziji u Zagrebu gdje je 2011. godine položio ispit zrelosti. Iste godine započinje studij latinskoga jezika i filozofije na Filozofskom fakultetu Družbe Isusove u Zagrebu. Akademsku godinu 2013.⁄2014. provodi kao stipendist na humanističkoj akademiji Vivarium Novum u Rimu gdje studira klasičnu književnost i književnost humanizma i renesanse kod  prof. dr. Luigija Miraglie. Po povratku iz Rima je 2017. godine diplomirao latinski jezik i hrvatski latinitet na Fakultetu hrvatskih studija Sveučilišta u Zagrebu napisavši diplomski rad na latinskom jeziku. Govornik je latinskoga jezika.
Godine 2015. godine osnovao je Institut za promicanje humanizma Amygdala i pokrenuo Zagrebačku školu latinskoga jezika, a 2021. godine pokreće Međunarodnu ljetnu školu latinskoga jezika i kulture na kojoj je fokus na govornom latinskom jeziku.

## Djela
- Hrvatsko-latinski razgovorni priručnik (Zagreb: Dominović, 2022.)
- Epistulae et carmina (Zagreb: Biakova-Amygdala, 2021.)
- Pavao Kolarić-velikan na glasu svetosti (Zagreb: Filozofsko-teološki institut Družbe Isusove, 2022.)
- Kronika franjevačkog samostana u Vukovaru 1781.-1826. (Vukovar: Državni arhiv u Vukovaru, Franjevački samostan Vukovar, 2022.)
- Pavao Ritter Vitezović: Život i mučeništvo hrvatskoga kralja blaženoga Vladimira (Zagreb: Biakova, 2015.)

## Vanjske poveznice
- Petar Ušković Croata. www.fhs.unizg. Pristupljeno 16. studenoga 2024.